# Berke
Berke, chiamato Baraka nelle fonti arabe (in tartaro Берке; ante 1246 – 1266), è stato un condottiero mongolo, Khan dell'Orda d'Oro.

## Biografia
Fu quarto Khan dell'Orda d'Oro e fu il primo sovrano a introdurre l'Islam in una nazione mongola. Intervenne in aiuto della Terrasanta salvando La Mecca e Gerusalemme. Morì in una battaglia contro Abaqa nel 1266.

## Genealogia
Fu figlio di Joci, nipote di Gengis Khan e fratello di Batu.